# Łukasz Tymiński
Łukasz Tymiński (ur. 8 listopada 1990 w Żywcu) – polski piłkarz grający na pozycji pomocnika.

## Kariera klubowa
17 stycznia 2013 roku Łukasz Tymiński na pół roku został wypożyczony do Ruchu Chorzów. W umowie zawarto klauzulę o możliwości pierwokupu przez chorzowski klub.

### Statystyki klubowe
Aktualne na 27 sierpnia 2016:
| Klub                  | Sezon              | Liga               | Liga  | Liga   | Puchar Polski | Puchar Polski | Puchar Ligi | Puchar Ligi | Suma  | Suma   |
| Klub                  | Sezon              | Liga               | Mecze | Bramki | Mecze         | Bramki        | Mecze       | Bramki      | Mecze | Bramki |
| --------------------- | ------------------ | ------------------ | ----- | ------ | ------------- | ------------- | ----------- | ----------- | ----- | ------ |
| Śląsk Wrocław         | 2007/2008 w        | II liga            | 1     | 0      | 0             | 0             | –           | –           | 1     | 0      |
| Śląsk Wrocław         | 2008/2009          | Ekstraklasa        | 0     | 0      | 1             | 0             | 3           | 0           | 4     | 0      |
| Śląsk Wrocław         | Ogólnie            | Ogólnie            | 1     | 0      | 1             | 0             | 3           | 0           | 5     | 0      |
| Polonia Bytom         | 2009/2010 w        | Ekstraklasa        | 5     | 0      | 0             | 0             | –           | –           | 5     | 0      |
| Polonia Bytom         | 2010/2011          | Ekstraklasa        | 18    | 1      | 1             | 0             | –           | –           | 19    | 1      |
| Polonia Bytom         | Ogólnie            | Ogólnie            | 23    | 1      | 1             | 0             | 0           | 0           | 24    | 1      |
| Jagiellonia Białystok | 2011/2012          | Ekstraklasa        | 16    | 0      | 1             | 0             | –           | –           | 17    | 0      |
| Jagiellonia Białystok | 2012/2013 j        | Ekstraklasa        | 12    | 0      | 2             | 0             | –           | –           | 14    | 0      |
| Jagiellonia Białystok | 2014/2015          | Ekstraklasa        | 20    | 2      | 0             | 0             | –           | –           | 20    | 2      |
| Jagiellonia Białystok | Ogólnie            | Ogólnie            | 48    | 2      | 3             | 0             | 0           | 0           | 51    | 2      |
| Ruch Chorzów          | 2012/2013 w        | Ekstraklasa        | 9     | 0      | 3             | 1             | –           | –           | 12    | 1      |
| Ruch Chorzów          | 2013/2014 j        | Ekstraklasa        | 3     | 0      | 1             | 0             | –           | –           | 4     | 0      |
| Ruch Chorzów          | Ogólnie            | Ogólnie            | 12    | 0      | 4             | 1             | 0           | 0           | 16    | 1      |
| Okocimski Brzesko     | 2013/2014 w        | I liga             | 13    | 0      | 0             | 0             | –           | –           | 13    | 0      |
| Okocimski Brzesko     | Ogólnie            | Ogólnie            | 13    | 0      | 0             | 0             | 0           | 0           | 13    | 0      |
| Górnik Łęczna         | 2015/2016          | Ekstraklasa        | 24    | 0      | 1             | 0             | –           | –           | 25    | 0      |
| Górnik Łęczna         | 2016/2017          | Ekstraklasa        | 4     | 0      | 1             | 0             | –           | –           | 5     | 0      |
| Górnik Łęczna         | Ogólnie            | Ogólnie            | 28    | 0      | 2             | 0             | 0           | 0           | 30    | 0      |
| Ogólnie w karierze    | Ogólnie w karierze | Ogólnie w karierze | 125   | 3      | 11            | 0             | 3           | 0           | 139   | 4      |

## Sukcesy

### Klubowe
Śląsk Wrocław
- Puchar Ekstraklasy (1x): 2008/2009